# (36129) 1999 RW156
1999 RW156 (asteroide 36129) é um asteroide da cintura principal. Possui uma excentricidade de 0.05568360 e uma inclinação de 1.56309º.
Este asteroide foi descoberto no dia 9 de setembro de 1999 por LINEAR em Socorro.